# Arcidens confragosus
Arcidens confragosus е вид мида от семейство Unionidae. Видът не е застрашен от изчезване.

## Разпространение
Разпространен е в САЩ (Айова, Алабама, Арканзас, Илинойс, Индиана, Канзас, Кентъки, Луизиана, Минесота, Мисисипи, Мисури, Оклахома, Охайо, Тексас, Тенеси, Уисконсин и Южна Дакота).

## Описание
Популацията на вида е стабилна.